# Mortrée
Mortrée és un municipi francès situat al departament de l'Orne i a la regió de Normandia. L'any 2007 tenia 1.000 habitants.

## Demografia

### Població
El 2007 la població de fet de Mortrée era de 1.000 persones. Hi havia 426 famílies de les quals 136 eren unipersonals (44 homes vivint sols i 92 dones vivint soles), 139 parelles sense fills, 127 parelles amb fills i 24 famílies monoparentals amb fills.
La població ha evolucionat segons el següent gràfic:
Habitants censats

### Habitatges
El 2007 hi havia 531 habitatges, 440 eren l'habitatge principal de la família, 48 eren segones residències i 43 estaven desocupats. 492 eren cases i 39 eren apartaments. Dels 440 habitatges principals, 313 estaven ocupats pels seus propietaris, 112 estaven llogats i ocupats pels llogaters i 14 estaven cedits a títol gratuït; 2 tenien una cambra, 21 en tenien dues, 81 en tenien tres, 124 en tenien quatre i 212 en tenien cinc o més. 330 habitatges disposaven pel capbaix d'una plaça de pàrquing. A 215 habitatges hi havia un automòbil i a 162 n'hi havia dos o més.

### Piràmide de població
La piràmide de població per edats i sexe el 2009 era:
| Homes | Edats   | Dones |
| ----- | ------- | ----- |
| 0     | 95 o +  | 0     |
| 0     | 90 a 94 | 0     |
| 8     | 85 a 89 | 24    |
| 8     | 80 a 84 | 16    |
| 20    | 75 a 79 | 20    |
| 32    | 70 a 74 | 44    |
| 44    | 65 a 69 | 12    |
| 32    | 60 a 64 | 44    |
| 12    | 55 a 59 | 24    |
| 36    | 50 a 54 | 32    |
| 48    | 45 a 49 | 28    |
| 20    | 40 a 44 | 36    |
| 40    | 35 a 39 | 44    |
| 36    | 30 a 34 | 28    |
| 36    | 25 a 29 | 40    |
| 48    | 20 a 24 | 12    |
| 60    | 15 a 19 | 24    |
| 28    | 10 a 14 | 28    |
| 36    | 5 a 9   | 32    |
| 16    | 0 a 4   | 28    |

## Economia
El 2007 la població en edat de treballar era de 577 persones, 424 eren actives i 153 eren inactives. De les 424 persones actives 376 estaven ocupades (200 homes i 176 dones) i 48 estaven aturades (25 homes i 23 dones). De les 153 persones inactives 60 estaven jubilades, 41 estaven estudiant i 52 estaven classificades com a «altres inactius».

### Ingressos
El 2009 a Mortrée hi havia 458 unitats fiscals que integraven 1.045,5 persones, la mediana anual d'ingressos fiscals per persona era de 16.336 €.

### Activitats econòmiques
Dels 64 establiments que hi havia el 2007, 3 eren d'empreses extractives, 3 d'empreses alimentàries, 1 d'una empresa de fabricació d'elements pel transport, 4 d'empreses de fabricació d'altres productes industrials, 11 d'empreses de construcció, 17 d'empreses de comerç i reparació d'automòbils, 3 d'empreses de transport, 5 d'empreses d'hostatgeria i restauració, 1 d'una empresa d'informació i comunicació, 5 d'empreses financeres, 3 d'empreses immobiliàries, 2 d'empreses de serveis, 3 d'entitats de l'administració pública i 3 d'empreses classificades com a «altres activitats de serveis».
Dels 23 establiments de servei als particulars que hi havia el 2009, 1 era una gendarmeria, 1 oficina de correu, 4 oficines bancàries, 2 tallers de reparació d'automòbils i de material agrícola, 3 guixaires pintors, 2 fusteries, 6 lampisteries, 2 perruqueries, 1 veterinari i 1 restaurant.
Dels 5 establiments comercials que hi havia el 2009, 1 era una botiga de més de 120 m², 2 fleques, 1 una fleca i 1 una botiga de material de revestiment de parets i terra.
L'any 2000 a Mortrée hi havia 26 explotacions agrícoles que ocupaven un total de 1.564 hectàrees.

## Equipaments sanitaris i escolars
L'únic equipament sanitari que hi havia el 2009 era una farmàcia.
El 2009 hi havia una escola elemental.

## Poblacions més properes
El següent diagrama mostra les poblacions més properes.